# Boerenpartij (Roemenië)
De Boerenpartij (Roemeens: Partidul Ţărănesc), was een Roemeense politieke partij die van 1918 tot 1926 bestond.

## Oprichting
Een eerste Boerenpartij ontstond in 1880 en werd in 1895 onder de naam Partida Țărănească en stond onder leiding van Constantin Dobrescu-Argeș. Deze partij was echter weinig succesvol. Een groter succes was de op 18 december 1918 te Boekarest opgerichte Partidul Țărănesc (PȚ). De oprichters van de PȚ waren afkomstig uit de boeren intelligentsia en priesters. De partij kwam onder leiding te staan van Ion Mihalache, nadat hij tot voorzitter werd gekozen. De partij, sterk beïnvloed door de ideeën van de Russische Narodniki, kantte zich tegen het Bolsjewisme en het bojarendom (= grootgrondbezitters) en streefde naar een omvangrijke landhervorming. Het vrijgekomen land moest worden verdeeld onder landloze boeren. Er werd in de politieke kringen in Boekarest al jaren gesproken over een landhervorming, maar door de Eerste Wereldoorlog gingen de landhervormingsplannen in de ijskast. Na de oorlog beloofden zowel de Conservatieve Partij (PC) en de Nationaal-Liberale Partij (PNL) van premier Ion I.C. Brătianu dat er haast zou worden gemaakt met een landhervorming. Na de oorlog verdween de PC echter van het politieke toneel en Brătianu's PNL maakte toch niets zo'n haast met de landhervorming. Twee maanden na de oprichting van de partij fuseerde zij met de Partidul Moncitor (Arbeiderspartij). Deze partij werd geleid door Paul Bujor, Nicolae Costăchescu, Iorgu Iordan, Ioan Borcea, Octav Băncilă en Constantin Ion Parhon (Staatshoofd van Roemenië van 1947 tot 1948). De nieuwe fusiepartij kreeg de naam Partidul Țărănescu și Muncitor (Boeren- en Arbeiderspartij). In de loop van 1919 werd de oude partijnaam Partidul Țărănesc weer aangenomen.
Bij de parlementsverkiezingen van november 1919 behaalde de PȚ een groot succes en behaalde 61 van de 474 zetels in Kamer van Afgevaardigden - tweede grootste fractie na die van de Roemeense Nationale Partij met 199 zetels - en mocht de voorzitters van de Kamer van Afgevaardigden en de Senaat leveren (respectievelijk Mihalache en Bujor). Enkele leden van de PȚ werden in het kabinet van Alexandru Vaida-Voevod (9 december 1919 - 19 maart 1920). De PȚ eiste een uitgebreide landhervorming maar werd hierin geblokkeerd door de PNL (die streefde naar een gematigde landhervorming zoals voorgesteld in 1917 door Brătiănu) en andere partijen. De opstelling van de PȚ leidde tot de val van het kabinet en nieuwe verkiezingen (maart/april 1920).
Verkiezingsuitslagen PȚ 1919-1926

1919: 61

1920: 37

1922: 40

1926: 69

De verkiezingen van augustus 1920, waarbij de kiezers een grondwetgevende vergadering kozen, liep uit in een nederlaag van de PȚ die van 63 naar 37 zetels terugviel. De verkiezingen werden gewonnen door de Volkspartij (PP) van generaal Alexandru Averescu. Hoewel de PNL van Brătiănu niet verder kwam dan 9 zetels in de grondwetgevende vergadering, bleef zijn invloed onverminderd groot, daar koning Ferdinand I - een geestverwant van Brătiănu - Averescu tot premier benoemde. Generaal Averescu, een populist, stond in nauw contact met Brătiănu. Om de regering te bestrijden ging de PȚ een alliantie aan met de Democratische Nationalistische Partij (onder de naam Federatie van Nationaal Sociaal-Democratie). De alliantie bestond van 1920 tot 1922. In 1921 trachtte Ion Iorga, de voorzitter van de Nationale Christelijke Unie, de PȚ een genadeklap toe te dienen door partijprominent Constantin Stere van de PȚ in diskrediet te brengen door er steeds op te hameren dat Stere tijdens de Eerste Wereldoorlog een samengaan met de Centrale mogendheden te bepleitte. De PȚ hield echter stand en absorbeerde in 1921 het grootste deel van de Partidul Țărănesc din Besarabia (Bessarabische Boerenpartij).
In 1924 volgde een kortstondige alliantie met de Roemeense Nationale Partij van Iuliu Maniu. Maniu werd voorzitter van de alliantie en Mihalache vicevoorzitter. Constantin Stere verzette zich heftig tegen de alliantie die al snel ter ziele ging.

## Fusie met deRoemeense Nationale Partij
Om een krachtige partij te blijven was een fusie met een andere partij echter noodzakelijk. Programmatisch stond de partij het dichtst bij de Roemeense Nationale Partij (PNR), en ondanks verzet van de linkervleugel, kwam in 1926 een tweede alliantie tot stand. Op 10 oktober 1926 fuseerden de PȚ en de PNR tot de Partidul National Țărănesc (Nationale Boerenpartij, PNȚ). Iuliu Maniu werd tot eerste voorzitter gekozen en Ion Mihalache tot vicevoorzitter. De PNȚ bleef bestaan tot 1947, toen de communistische autoriteiten de partij verboden.
Maniu en Mihalache werden in juli 1947, toen zij trachtten het land te ontvluchtten om in het buitenland een regering in ballingschap op te richten, gearresteerd en tot hoge gevangenisstraffen veroordeeld, hetgeen, gezien de leeftijd van de twee heren, op levenslang neerkwam.

## Afsplitsingen
In 1927 verliet een groep rond Nicolae L. Lupu, uit onvrede over de in hun ogen te rechtse koers van de PNȚ, de partij en richtten de PȚ opnieuw op. Later keerde deze PȚ weer terug naar de PNȚ. Stere verliet de PNȚ en richtte de Radicale Boerenpartij op. Na de Tweede Wereldoorlog werd er door Lupu en de zijnen de Democratische Boerenpartij opgericht die ervoor koos om met de communistische autoriteiten samen te werken. Deze partij werd in 1948 verboden.

## Ideologie
Ideologisch gezien was de PȚ centrumlinks. Ion Mihalache gold als partijideoloog. Hij geloofde sterk in een vorm van links-corporatisme. Hij geloofde sterk in kleine agrarische bedrijven van zelfstandige boeren die zich vrijwillig aaneen zouden sluiten als coöperaties. Hij geloofde in vastgestelde prijzen voor landbouwproducten, zodat ieder boerenbedrijf zich kon ontwikkelen zonder concurrentie.
Na de fusie met de PNR, vertegenwoordigden Ernest Ene, Mihail Ghelmegeanu en Armand Călinescu de linkervleugel van de PNȚ die de ideeën van Mihalache bleven uitdragen.

## Voorzitter
| Persoon       | Periode     |
| ------------- | ----------- |
| Ion Mihalache | 1918 - 1924 |
| Iuliu Maniu   | 1924        |
| Ion Mihalache | 1924 - 1926 |

## Verwijzing
1. ↑  Voorzitter van de Alliantie PNR-PȚ